# Verlust des Schatzes von König Johann Ohneland

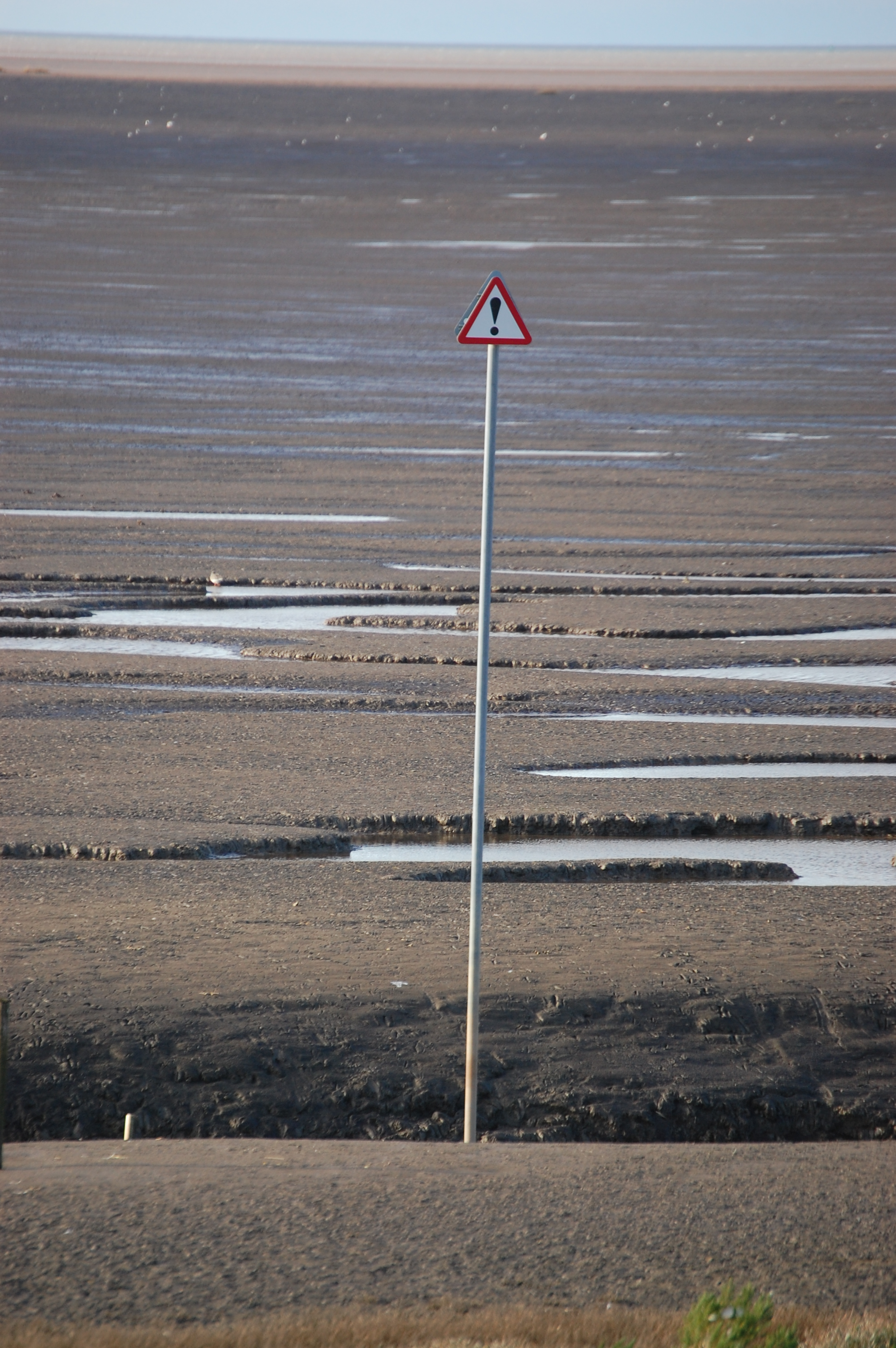
Warnschild am Ufer des Wash (2012)

Der Verlust des Schatzes von König Johann Ohneland war ein Unglück, bei dem ein Teil oder angeblich sogar der gesamte Tross des englischen Königs Johann Ohneland vermutlich am 12. Oktober 1216 bei der Überquerung des Wash verloren ging. Der genaue Ort und der Hergang des Unglücks sind bis heute unbekannt; ebenso wenig bekannt sind die Anzahl der Opfer des Unglücks und die Höhe des Verlustes. Bislang wurden von dem Schatz des Königs keine Reste gefunden.

## Hintergrund

Tod König Johanns in Swineshead. Illustration einer Shakespeare-Aufführung im Drury Lane Theatre 1865

Während des Ersten Kriegs der Barone unternahm König Johann im Oktober 1216 einen Feldzug durch Ostengland. Von dort wollte er mit seinem Heer nach Lincolnshire ziehen, um das belagerte Lincoln Castle zu entsetzen. Mit dem König, von dem überliefert ist, dass er ein Liebhaber und Sammler von Schmuck und Juwelen war, zog auch seine Kriegskasse sowie sein Gepäckzug. Nach den mittelalterlichen Patent Rolls führte der König 1216 Gold- und Silbergeschirr, Kerzenleuchter, seine Kronjuwelen einschließlich der Königskrone sowie auch die kaiserlichen Insignien seiner Großmutter Matilda mit. Bislang hatte der König diese Schätze sicher in englischen Klöstern verwahrt, doch aufgrund der Rebellion der Barone hatte er sie einsammeln lassen und führte sie fortan mit sich. Am 9. oder 11. Oktober erreichte der König King’s Lynn. Von dort zog er Richtung Nordwesten und erreichte am Abend des 12. Oktober Swineshead Abbey. Die zeitgenössischen Chronisten Radulph von Coggeshall und Roger von Wendover sowie der Chronist Matthew Paris, der seine Chronik eine Generation später verfasste, berichten von einem Unglück, bei dem der Gepäckzug im Meer versank. Dabei weichen die Berichte teils erheblich voneinander ab. Der König überlebte das Unglück, erkrankte jedoch an Ruhr. Von Swineshead zog er weiter nach Newark, wo er in der Nacht vom 18. zum 19. Oktober 1216 starb. Für die Krönung seines Sohnes Heinrich III. in der Westminster Abbey wurden 1220 nur wenige Insignien verwandt, die Johann 1216 noch mit sich führte. Die kaiserlichen Insignien von Matilda wurden nie wieder erwähnt.

## Nachwirkung
Der verlorene Schatz von König Johann wurde zu einer Legende, die vor allem in Ostengland jahrhundertelang mündlich in verschiedenen Versionen überliefert wurde. Der angebliche Verlust seiner Krone trug weiter zu dem negativen Bild bei, das König Johann bis heute besitzt. Im Drama König Johann von Shakespeare wird der König in Swineshead von einem Mönch vergiftet. Bis heute hat sich das englische Wortspiel King John lost his cloth in the wash (auf Deutsch: König Johann verlor seine Kleider in der Wäsche – oder im Fluss Wash) erhalten. Noch in den 1930er Jahren suchten amerikanische Schatzsucher nach dem Schatz.

## Thesen moderner Historiker
Da die mittelalterlichen Chroniken widersprüchlich sind, sind moderne Historiker auf Vermutungen über den Hergang des Unglücks angewiesen. Erschwerend kommt hinzu, dass der Unglücksort, The Wash, sich durch Trockenlegungen und Küstenverschiebung entscheidend verändert hat. Der mögliche Unglücksort liegt heute sicher im Landesinneren.
- Nach den 1906 veröffentlichten Thesen von William Henry St John Hope zog der König mit seinem Heer von King’s Lynn über Wisbech, wo er den Wellstream überquerte, nach Swineshead. Die Anwesenheit des Königs in Wisbech ist für den 12. Oktober belegt. Der langsame Gepäckzug überquerte hingegen bei einer damals gängigen Abkürzung den Mündungstrichter zwischen Cross Keys und Long Sutton, der bei Ebbe trocken fiel. Auf der über 7 km langen Querung blieb dabei einer der vorderen Wagen in Treibsand stecken, womit der Weg blockiert wurde. Zusätzlich könnte Nebel, der im Oktober in der Region nicht unüblich ist, die Orientierung erschwert haben, so dass die Gepäckwagen in der aufkommenden Flut verloren gingen. Diese Version des Unglücks wurde lange Zeit als wahrscheinlichste angenommen.[2]

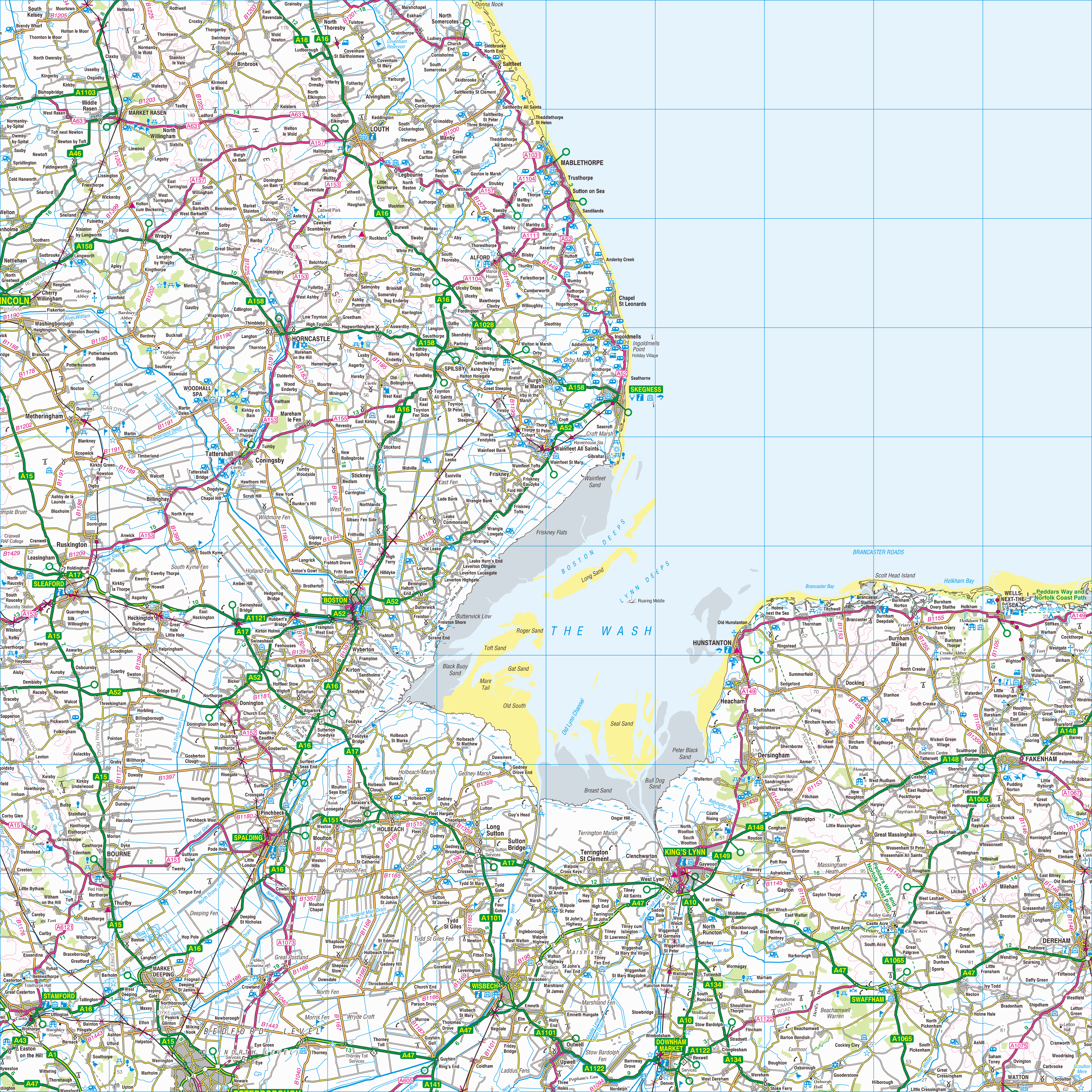
Karte der Region des The Wash (2004)

- Gordon Fowler entwarf 1952 eine andere These. Nach seiner Auffassung war die Mündung des Wellstream im 13. Jahrhundert nördlich von Wisbech nicht auf dem Landweg passierbar, so dass der König und sein Zug den nur 400 m breiten Wellstream zwischen Walsoken und Wisbech durchqueren mussten, in dem nie von Treibsand berichtet wurde. Dabei muss der Zug von einer Gezeitenverschiebung überrascht worden sein, die zwar unüblich, aber in mehreren Fällen überliefert ist und auch während der Flutkatastrophe von 1953 eintrat. Diese These ist zwar schlüssig, hat aber die Schwäche, dass nirgend sonst von einer Flutkatastrophe vom 12. Oktober 1216 berichtet wird.
- Der Historiker J. C. Holt vermutete deshalb, dass der Gepäckzug bei einer Querung weiter nördlich verloren gegangen ist, wie es bereits St John Hope beschrieben hat. Nach dem Verlust von Wagen oder Packpferden erreichte der König Wisbech, wo er nach den Patent Rolls Seeleute anheuerte, die ihn und sein Gepäck nach Grimbsby brachten. Von dort zog er nach Swineshead.
- Der Historiker W. L. Warren vermutete, dass Johann über Wisbech zog. Der Gepäckzug wollte dagegen den Wellstream bei Cross Keys oder Walpole überqueren, dabei begann die Überquerung zu früh und einige Packpferde gingen im Treibsand und in der ablaufenden Flut verloren. Der Großteil des Gepäckzugs dagegen konnte den Fluss überqueren. Ob dabei auch seine Schätze oder gar die Reichsinsignien verloren gingen, ist unsicher. Johann könnte Teile seines Schatzes auch zur Bezahlung seiner Söldner verwendet haben, oder sie wurden geraubt, als der König wenig später überraschend starb.